# Sva bol svijeta
"Sva bol svijeta" ("Toda a dor do mundo) foi a canção que representou a Bósnia e Herzegovina no Festival Eurovisão da Canção 1993 que teve lugar em Millstreet, na Irlanda. Foi a primeira representação daquele país que nasceu das cinzas da ex Jugoslávia.
Foi interpretada em bósnio pela banda Fazla e foi a 18.ªa canção a ser interpretada na noite do evento, a seguir à canção finlandesa "Tule luo", interpretada por Katri Helena e antes da canção britânica "Better the Devil You Know, cantada por Sonia. A canção bósnia terminou em 16.º lugar (entre 25 participantes), tendo recebido um total de 27 pontos. No ano seguinte 1994, a Bósnia e Herzegovina fez-se representar com a canção  "Ostani kraj mene", interpretada por Alma & Dejan

## Autores
- Letra: Fahrudin Pecikoza-Peca e Edin Dervišhalidović
- Música: Edin Dervišhalidović
- Orquestrador: Noel Kelehan

## Letra
A canção refere-se ao sofrimento que originava nas pessoas a Guerra da Bósnia que tinha lugar naquela época. Os intérpretes referem-se à dureza e crueldade da guerra que se vivia naquele país, trazendo uma mensagem pacífista
Um dos trechos da canção diz:
"Toda a dor do mundo esta noite está na Bósnia.
Eu estou esperando para desafiar o medo.
Eu não tenho medo de ficar em frente do muro
Eu posso cantar, Eu posso vencer"

## Versões
A banda lançou uma versão em inglês desta canção intitulada "The whole world's pain"